# Nurmijärvi
Nurmijärvi è un comune finlandese di 44458 abitanti, situato nella regione dell'Uusimaa. La stretta vicinanza a Helsinki ha portato ad una crescita considerevole dei principali villaggi come Klaukkala, Rajamäki e Röykkä. Klaukkala è la più grande area edificata di Nurmijärvi, che al giorno d'oggi è considerata la città dormitorio di Helsinki.

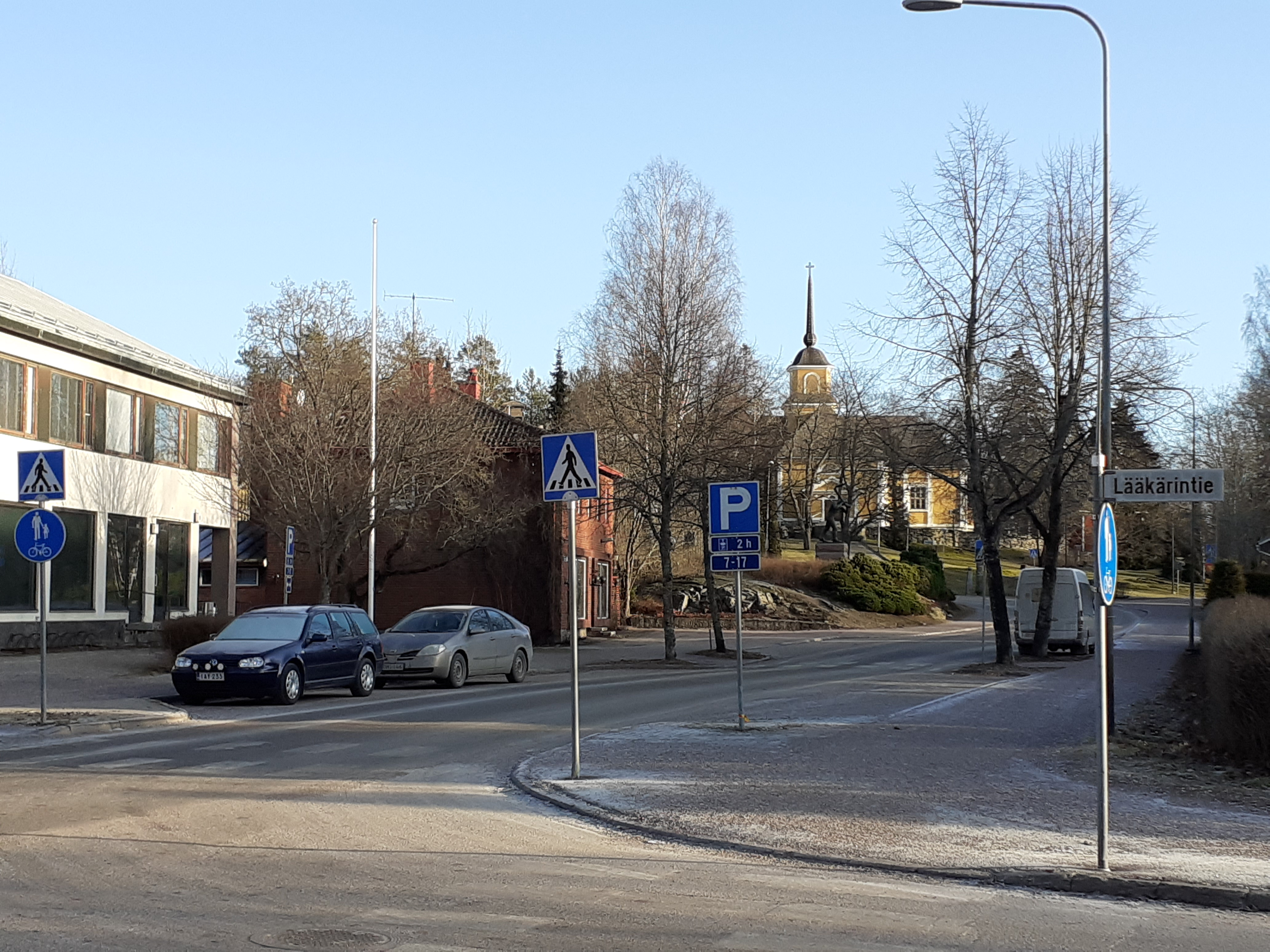
Il centro di Nurmijärvi

Nurmijärvi significa letteralmente "lago d’erba", sebbene il lago che ha dato il nome al comune sia stato prosciugato all'inizio del XX secolo e ora non è altro che alcuni campi pianeggianti nei pressi del centro del villaggio.

## Società

### Lingue e dialetti
Il finlandese è l'unica lingua ufficiale di Nurmijärvi.
| %     | Ripartizione linguistica (gruppi principali) |
| ----- | -------------------------------------------- |
| 1,2%  | madrelingua svedese                          |
| 96,1% | madrelingua finlandese                       |